# Махниці
Махниці (пол. Machnice) — село в Польщі, у гміні Вішня-Мала Тшебницького повіту Нижньосілезького воєводства.
Населення — 218 осіб (2011).
У 1975-1998 роках село належало до Вроцлавського воєводства.

## Демографія
Демографічна структура станом на 31 березня 2011 року:
|          | Загалом | Допрацездатний вік | Працездатний вік | Постпрацездатний вік |
| -------- | ------- | ------------------ | ---------------- | -------------------- |
| Чоловіки | 96      | 19                 | 73               | 4                    |
| Жінки    | 122     | 21                 | 73               | 28                   |
| Разом    | 218     | 40                 | 146              | 32                   |